# Koryolink
Koryolink ist das UMTS-Mobilfunknetz von Cheo Technology, ein Joint Venture Nordkoreas mit dem ägyptischen Telekommunikationsunternehmen Orascom Telecom Media and Technology Holding.

## Unternehmensgeschichte
Von 2002 bis 2004 bestand mit SunNet bereits versuchsweise ein Netz, jedoch wurden 2004 alle Mobiltelefone wieder eingezogen. Das SunNet-Netz wurde Ende 2010 abgeschaltet. Im Jahr 2007 bot die Orascom-Gruppe der nordkoreanischen Regierung an, die Bauruine des Ryugyŏng Hot’el fertigzustellen, wenn es im Gegenzug eine Mobilfunklizenz erhalten würde. Pjöngjang willigte für einen Zeitraum von 25 Jahren ein und gründete das Joint Venture „Cheo Technology“. Es wurden ca. 400 Mio. US-$ investiert.

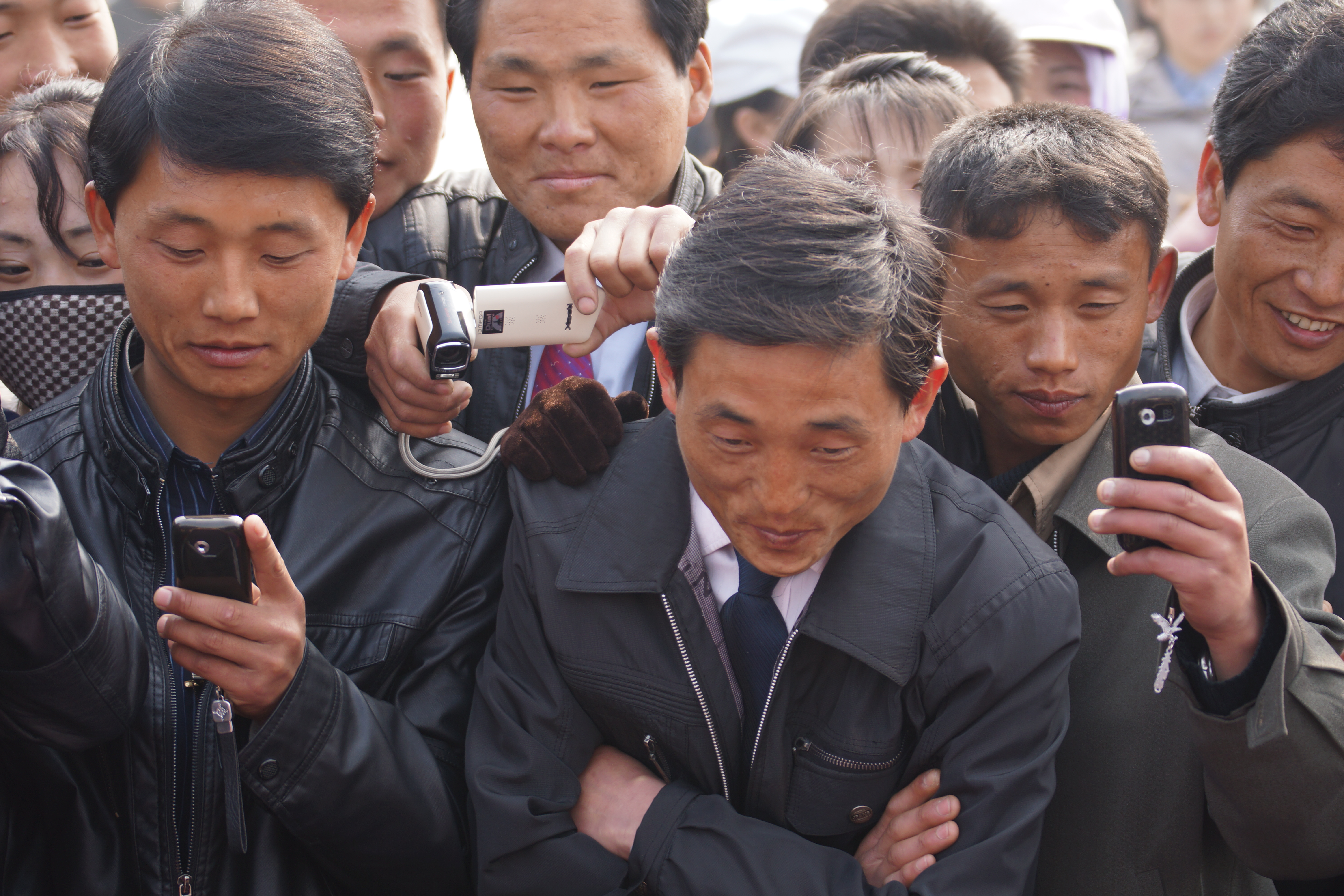
Nordkoreaner bei Feierlichkeiten zu Kim Il-sungs 100. Geburtstag (2012)
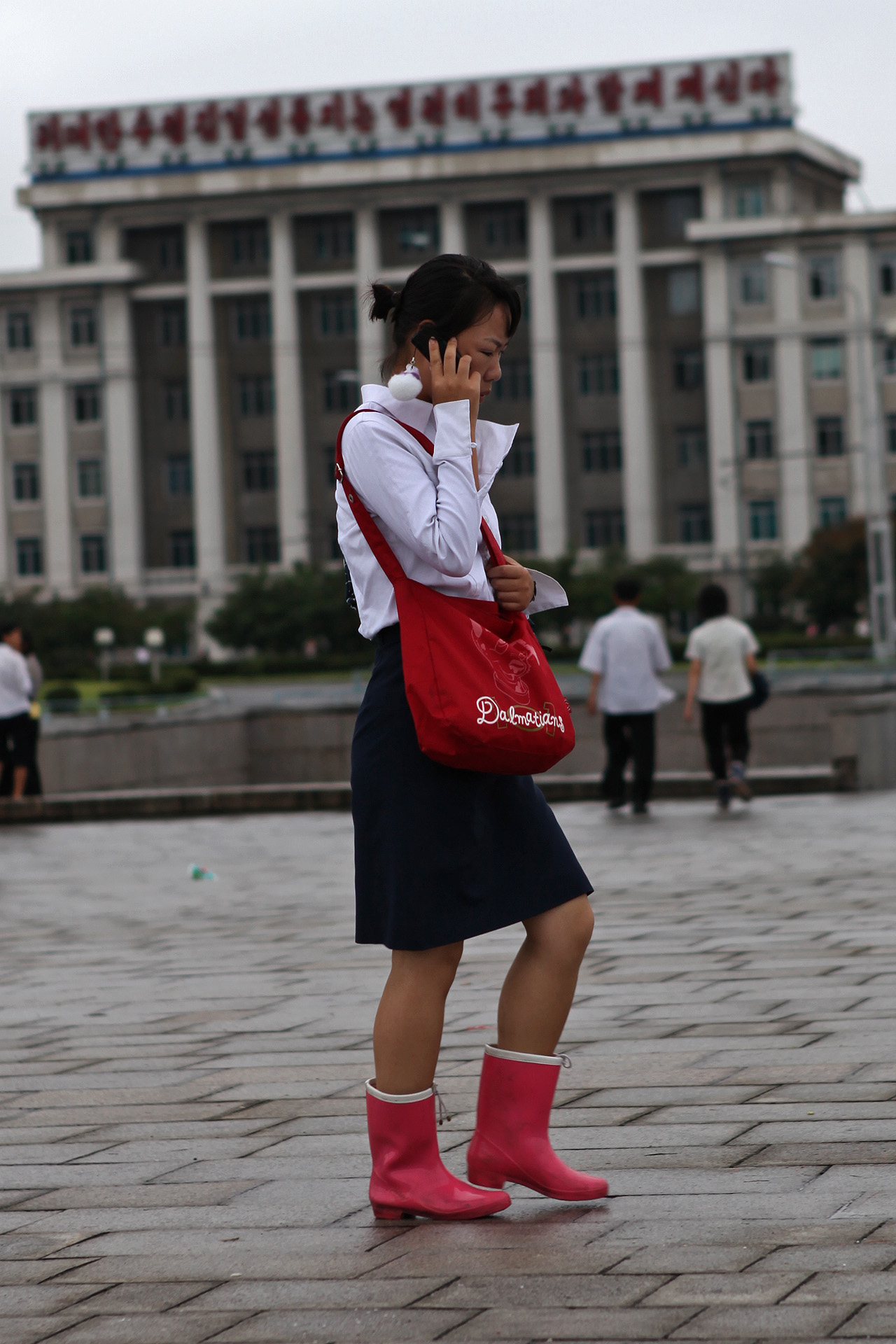
Eine Frau telefoniert in Pjöngjang
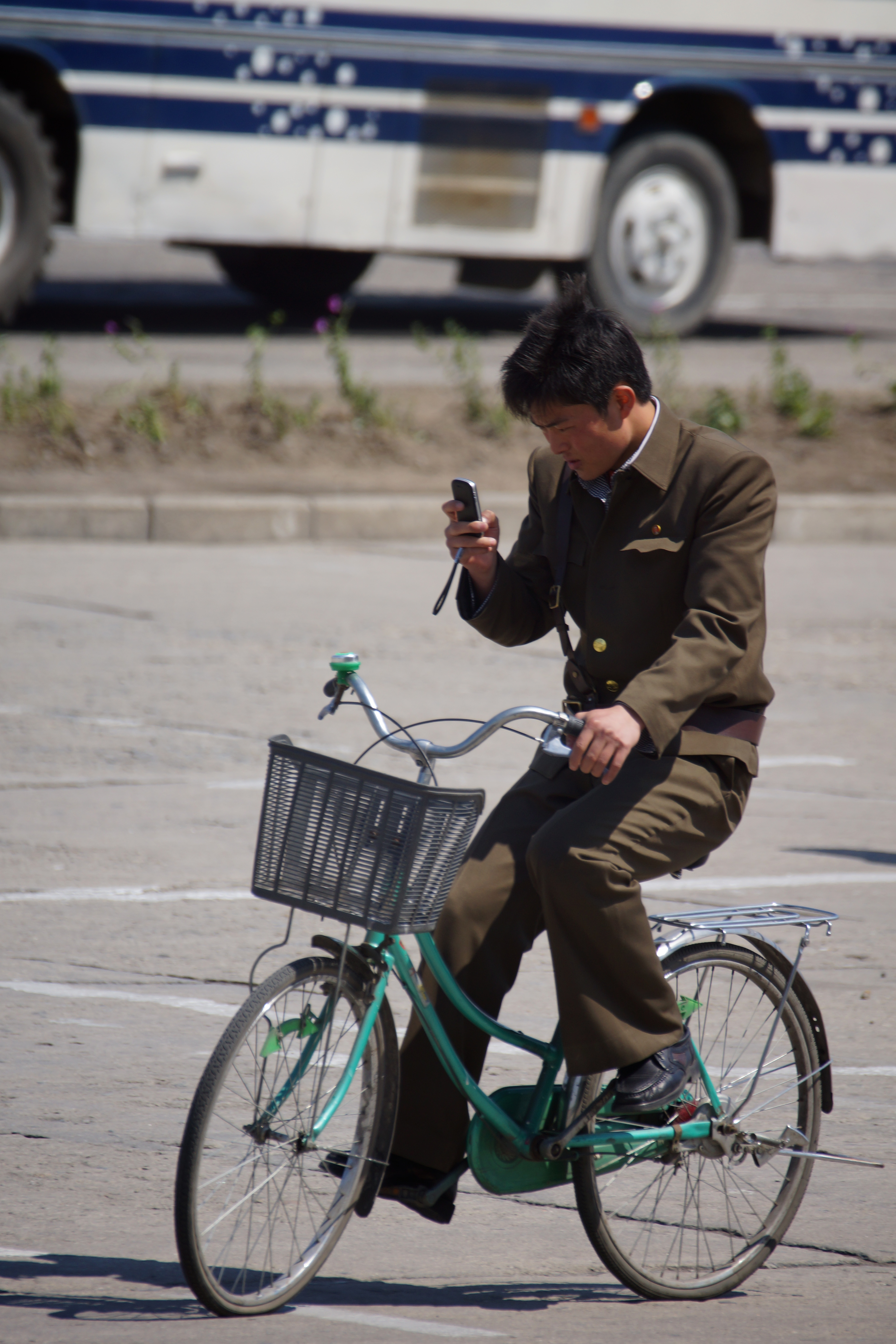
Fahrradfahrer in Hamhŭng

Ende 2015 wurde bekannt, dass der ägyptische Konzern faktisch „die Kontrolle verloren“ habe. Von insgesamt 585 Mio. US-$ Gewinn hätten nur 7,2 Mio. US-$ nach Ägypten überwiesen werden dürfen.

## Unternehmensstruktur
Während die nordkoreanische Regierung 25 % hält, verbleiben die restlichen 75 % beim ägyptischen Telekommunikationskonzern.

## Tarife und Kosten
Für Ausländer und Nordkoreaner existieren getrennte Netze. Eine SIM-Karte kostet ungefähr 200 €. Es sind ausschließlich Prepaid-Karten erhältlich.
Folgende Tarifoptionen sind erhältlich:
- ca. 120,00 € im Monat für 50 MB mobiles Internet
- ca. 80,00 € im Monat für Telefonieren[7]

### Mobiles Internet für Ausländer
Als besondere Serviceleistung bot Koryolink Datentarife für Touristen und im Land lebenden Ausländer an. Das Angebot startete am 26. Februar 2013 und wurde bereits am 29. März 2013 wieder eingeschränkt.

## Vertragsbedingungen
Der Kunde verpflichtet sich mit Vertragsabschluss die Geräte weder missbräuchlich zu verwenden oder Staatsgeheimnisse weiterzugeben. Zuletzt findet eine Überprüfung durch die Sicherheitsbehörden statt.

## Teilnehmerzahlen
Mit Stand 14. Oktober 2015 hatte Koryolink laut Reuters mehr als 3 Mio. Kunden.

## Empfang
Das Netz deckt zwar bisher nur größere Städte und wichtige Verkehrskorridore ab (ca. 15 % der Landesfläche), erreicht jedoch 90 % der Bevölkerung. Im ganzen Land sollen an die 300 Sendemasten stehen. Telefonate ins Ausland dürfen nur im Land lebende Ausländer führen.